# ハンス・プレンク
ハンス・プレンク（Hans Plenk　1938年2月21日 - ）は、1960年代に競技に参加した西ドイツのリュージュ選手である。バイエルン州ベルヒテスガーデン出身。
プレンクは1964年のインスブルックオリンピックでは一人乗りで銅メダルを得た。
また、リュージュ世界選手権では一人乗りで1965年に優勝、1961年と1963年に2位、1960年に3位となったほか二人乗りでも1960年に3位となっている。